# La Riche
Pour les articles homonymes, voir Riche (homonymie).
La Riche est une commune française du département d'Indre-et-Loire, dans la région Centre-Val de Loire. La ville est intégrée au sein de la métropole tourangelle, étant située à la frontière ouest de Tours. La Riche a dépassé les 10 000 habitants en 2011 et est la huitième plus grande ville de la métropole en 2015. Sa croissance démographique soutenue depuis les années 1960 a attiré une population mixte.
La ville contient une Médiathèque ainsi qu'une salle de spectacle qui se nomme la Pleiade.
La ville continue également plusieurs commerces comme Lidl , Intermarché, un centre commercial...
La ville va bientôt avoir une ligne de tram.
Les habitants se nomment les Larichois.

## Géographie

### Communes limitrophes
Les communes limitrophes sont Fondettes, Ballan-Miré, Joué-lès-Tours, Saint-Cyr-sur-Loire, Saint-Genouph et Tours.
| Fondettes     | Fondettes   | Saint-Cyr-sur-Loire |
| Saint-Genouph | La Riche    | Tours               |
| Ballan-Miré   | Ballan-Miré | Joué-lès-Tours      |

### Géologie et relief
La superficie de la commune est de 817 hectares. Son altitude varie entre 43 m et 51 m.

### Hydrographie

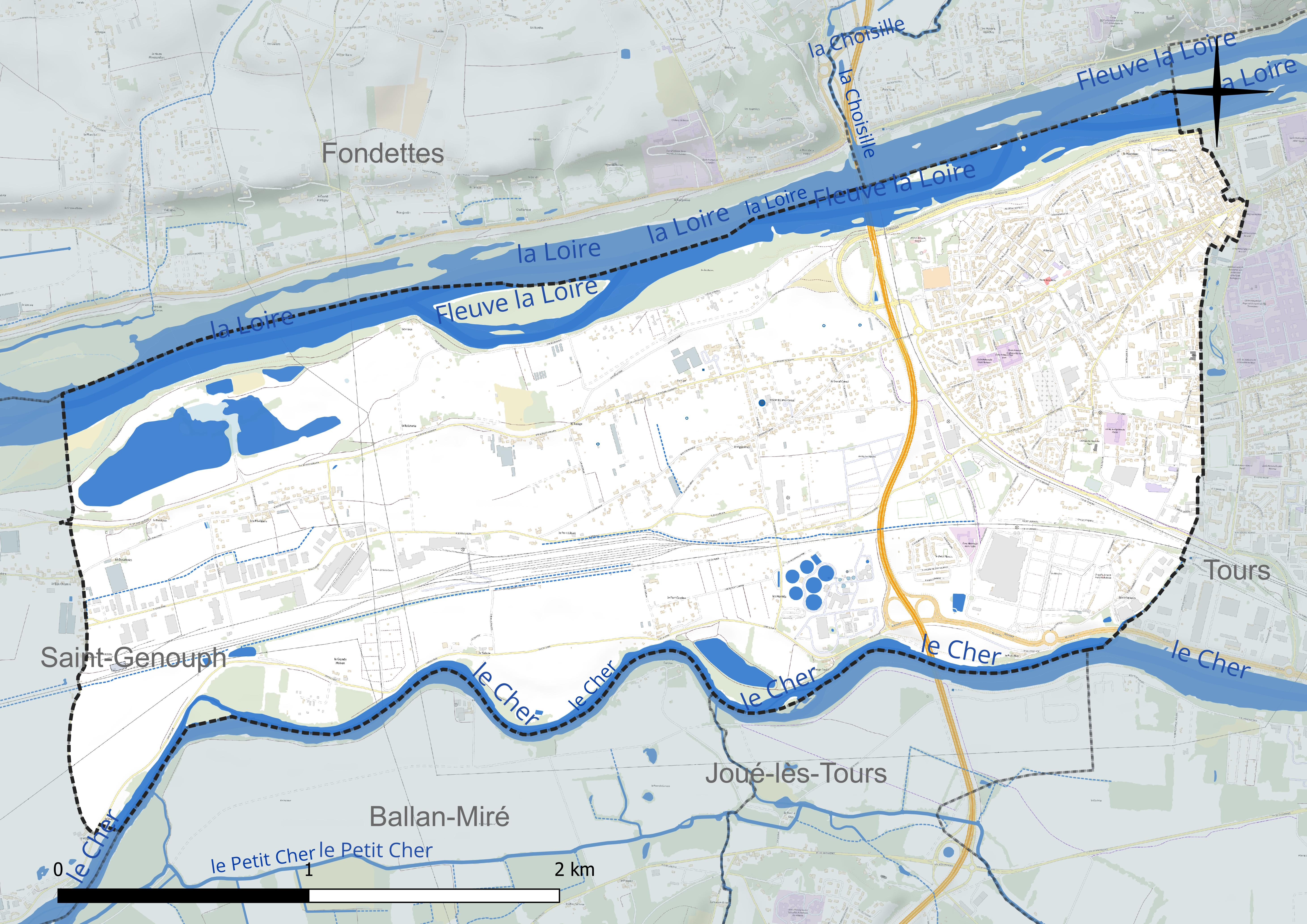
Réseau hydrographique de La Riche.

La commune est bordée sur son flanc nord par la Loire (0,507 km) et traversée par le Cher (0,237 km) qui coule d'est en ouest parallèlement à la Loire. Le réseau hydrographique communal, d'une longueur totale de 6,27 km, comprend en outre trois petits cours d'eau,.
Le cours de la Loire s’insère dans une large vallée qu’elle a façonnée peu à peu depuis des milliers d’années. Elle traverse d'est en ouest le département d'Indre-et-Loire depuis Mosnes jusqu'à Candes-Saint-Martin, avec un cours large et lent. La Loire présente des fluctuations saisonnières de débit assez marquées. Sur le plan de la prévision des crues, la commune est située dans le tronçon de la Loire tourangelle, qui court entre la sortie de Nazelles-Négron et la confluence de la Vienne, dont la station hydrométrique de référence la plus proche est située à Tours [aval pont Mirabeau]. Le débit mensuel moyen (calculé sur 62 ans pour cette station) varie de 112 m3/s au mois d'août à 622 m3/s au mois de février. Le débit instantané maximal observé sur cette station est de 3 050 m3/s et s'est produit le 9 décembre 2003, la hauteur maximale relevée a été de 5,78 m ce même jour,. La hauteur maximale historique a été atteinte le 3 juin 1856 avec une hauteur inconnue mais supérieure à 6,20 m.
Sur le plan piscicole, la Loire est classée en deuxième catégorie piscicole. Le groupe biologique dominant est constitué essentiellement de poissons blancs (cyprinidés) et de carnassiers (brochet, sandre et perche).
Le Cher, d'une longueur totale de 365,5 km, prend sa source à 714 mètres d'altitude à Mérinchal, dans la Creuse et se jette dans la Loire à Villandry, à 40 m d'altitude, après avoir traversé 117 communes. Le Cher présente des fluctuations saisonnières de débit assez marquées. Sur le plan de la prévision des crues, la commune est située dans le tronçon du Cher tourangeau, dont la station hydrométrique de référence la plus proche est située à Tours [Pont Saint Sauveur]. Le débit mensuel moyen (calculé sur 53 ans pour cette station) varie de 25,8 m3/s au mois d'août à 192 m3/s au mois de février. Le débit instantané maximal observé sur cette station est de 1 000 m3/s le 24 mars 1988, la hauteur maximale relevée a été de 4,96 m le 5 juin 2016,.
Ce cours d'eau est classé dans les listes 1 et 2 au titre de l'article L. 214-17 du code de l'environnement sur le Bassin Loire-Bretagne. Au titre de la liste 1, aucune autorisation ou concession ne peut être accordée pour la construction de nouveaux ouvrages s'ils constituent un obstacle à la continuité écologique et le renouvellement de la concession ou de l'autorisation des ouvrages existants est subordonné à des prescriptions permettant de maintenir le très bon état écologique des eaux. Au titre de la liste 2, tout ouvrage doit être géré, entretenu et équipé selon des règles définies par l'autorité administrative, en concertation avec le propriétaire ou, à défaut, l'exploitant,.
Sur le plan piscicole, le Cher est également classé en deuxième catégorie piscicole.
Trois zones humides ont été répertoriées sur la commune par la direction départementale des Territoires (DDT) et le conseil départemental d'Indre-et-Loire : « Boire de la Sablière », « Boire de la Grande Maison » et « la vallée de la Loire de Mosnes à Candes-Saint-Martin »,.

### Climat
Pour des articles plus généraux, voir Climat du Centre-Val de Loire et Climat d'Indre-et-Loire.
En 2010, le climat de la commune est de type climat océanique dégradé des plaines du Centre et du Nord, selon une étude du CNRS s'appuyant sur une série de données couvrant la période 1971-2000. En 2020, Météo-France publie une typologie des climats de la France métropolitaine dans laquelle la commune est exposée à un climat océanique altéré et est dans la région climatique  Moyenne vallée de la Loire, caractérisée par une bonne insolation (1 850 h/an) et un été peu pluvieux. 
Pour la période 1971-2000, la température annuelle moyenne est de 11,2 °C, avec une amplitude thermique annuelle de 15 °C. Le cumul annuel moyen de précipitations est de 690 mm, avec 11,4 jours de précipitations en janvier et 6,8 jours en juillet. Pour la période 1991-2020, la température moyenne annuelle observée sur la station météorologique de Météo-France la plus proche, sur la commune de Fondettes à 5 km à vol d'oiseau, est de 11,9 °C et le cumul annuel moyen de précipitations est de 725,7 mm,. Pour l'avenir, les paramètres climatiques de la commune estimés pour 2050 selon différents scénarios d'émission de gaz à effet de serre sont consultables sur un site dédié publié par Météo-France en novembre 2022.
| Mois                                  | jan.            | fév.           | mars          | avril         | mai           | juin          | jui.          | août          | sep.          | oct.          | nov.          | déc.           | année      |
| ------------------------------------- | --------------- | -------------- | ------------- | ------------- | ------------- | ------------- | ------------- | ------------- | ------------- | ------------- | ------------- | -------------- | ---------- |
| Température minimale moyenne (°C)     | 2               | 1,8            | 3,4           | 5,3           | 8,8           | 12            | 13,5          | 13,3          | 10,3          | 8,3           | 4,7           | 2,4            | 7,2        |
| Température moyenne (°C)              | 4,9             | 5,5            | 8,2           | 10,7          | 14,4          | 17,8          | 19,7          | 19,6          | 16,2          | 12,7          | 8,1           | 5,3            | 11,9       |
| Température maximale moyenne (°C)     | 7,8             | 9,2            | 12,9          | 16,2          | 19,9          | 23,6          | 25,9          | 25,9          | 22,1          | 17            | 11,5          | 8,3            | 16,7       |
| Record de froid (°C) date du record   | −14,8 07.01.09  | −13,5 12.02.12 | −12 01.03.05  | −4,1 06.04.21 | −1,1 02.05.21 | 2,3 01.06.06  | 5,5 15.07.16  | 4 30.08.1993  | 1 25.09.02    | −3,4 21.10.10 | −9 24.11.1998 | −11,5 19.12.09 | −14,8 2009 |
| Record de chaleur (°C) date du record | 16,1 11.01.1998 | 22,6 27.02.19  | 25,5 31.03.21 | 29,6 30.04.05 | 32,6 27.05.05 | 39,2 29.06.19 | 40,5 25.07.19 | 39,9 10.08.03 | 35,3 14.09.20 | 29,6 02.10.11 | 23,2 07.11.15 | 17,9 07.12.00  | 40,5 2019  |
| Précipitations (mm)                   | 68,2            | 57,9           | 53,8          | 56,6          | 62,4          | 53,3          | 46,7          | 47,1          | 53,4          | 69,9          | 76,1          | 80,3           | 725,7      |

## Urbanisme

### Typologie
Au 1er janvier 2024, La Riche est catégorisée grand centre urbain, selon la nouvelle grille communale de densité à sept niveaux définie par l'Insee en 2022.
Elle appartient à l'unité urbaine de Tours, une agglomération intra-départementale regroupant 38  communes, dont elle est une commune de la banlieue,,. Par ailleurs la commune fait partie de l'aire d'attraction de Tours, dont elle est une commune du pôle principal,. Cette aire, qui regroupe 162 communes, est catégorisée dans les aires de 200 000 à moins de 700 000 habitants,.

### Occupation des sols

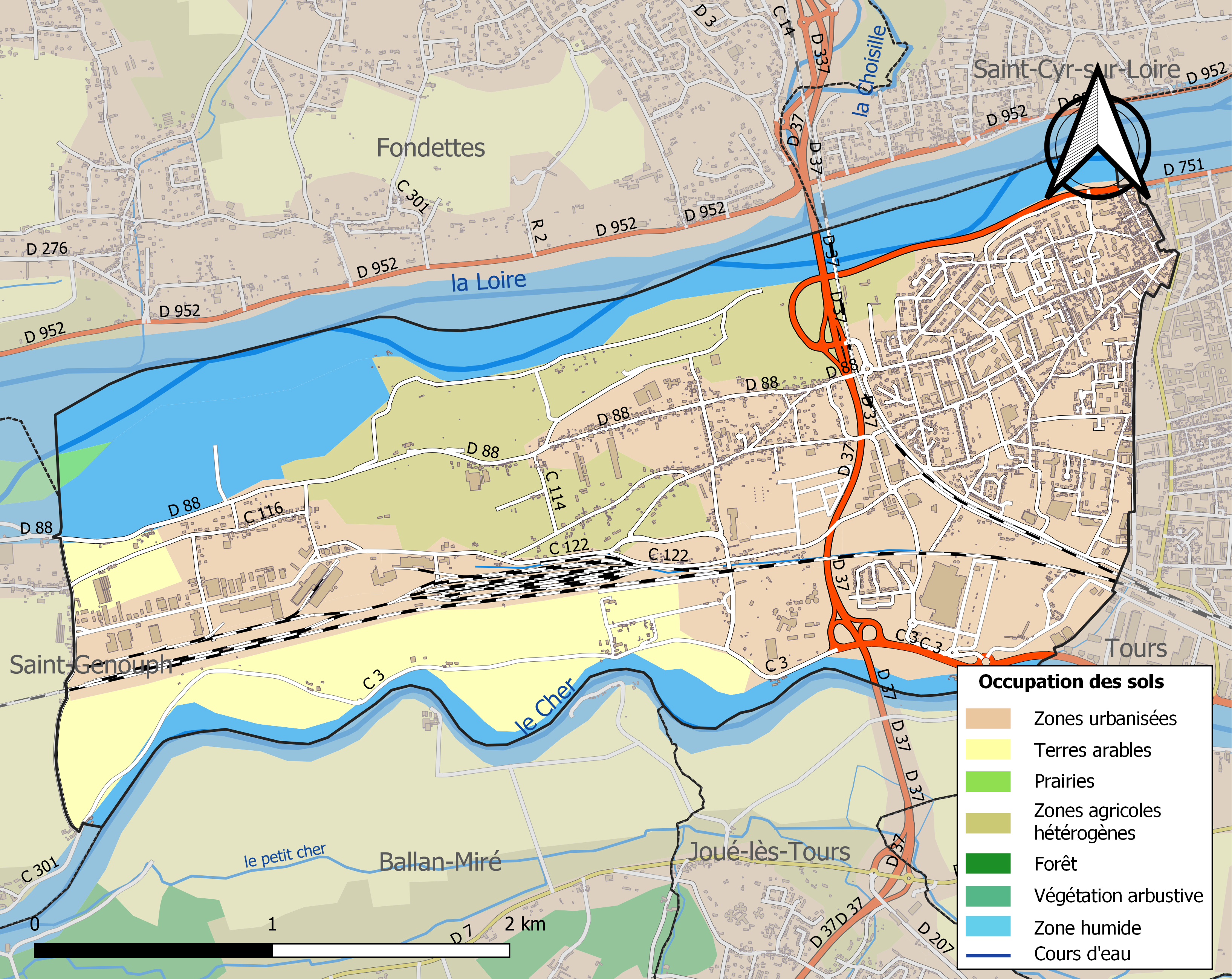
Carte des infrastructures et de l'occupation des sols de la commune en 2018 (CLC).

L'occupation des sols de la commune, telle qu'elle ressort de la base de données européenne d’occupation biophysique des sols Corine Land Cover (CLC), est marquée par l'importance des territoires artificialisés (50,5 % en 2018), en augmentation par rapport à 1990 (46,5 %). La répartition détaillée en 2018 est la suivante : 
zones urbanisées (23,7 %), zones industrielles ou commerciales et réseaux de communication (23,7 %), eaux continentales (20,7 %), zones agricoles hétérogènes (15,9 %), terres arables (12,6 %), espaces verts artificialisés, non agricoles (3,1 %), milieux à végétation arbustive et/ou herbacée (0,2 %). L'évolution de l’occupation des sols de la commune et de ses infrastructures peut être observée sur les différentes représentations cartographiques du territoire : la carte de Cassini (XVIIIe siècle), la carte d'état-major (1820-1866) et les cartes ou photos aériennes de l'IGN pour la période actuelle (1950 à aujourd'hui).

### Risques majeurs
Le territoire de la commune de La Riche est vulnérable à différents aléas naturels : météorologiques (tempête, orage, neige, grand froid, canicule ou sécheresse), inondations et séisme (sismicité faible). Un site publié par le BRGM permet d'évaluer simplement et rapidement les risques d'un bien localisé soit par son adresse soit par le numéro de sa parcelle.
Certaines parties du territoire communal sont susceptibles d’être affectées par le risque d’inondation par débordement de cours d'eau, notamment le Cher et la Loire. La commune fait partie du territoire à risques importants d'inondation (TRI) de Tours, un des 21 TRI qui ont été arrêtés fin 2012 sur le bassin Loire-Bretagne et portés à 22 lors de l'actualisation de 2018. Des cartes des surfaces inondables ont été établies pour trois scénarios : fréquent (crue de temps de retour de 10 ans à 30 ans), moyen (temps de retour de 100 ans à 300 ans) et extrême (temps de retour de l'ordre de 1 000 ans, qui met en défaut tout système de protection),. La commune a été reconnue en état de catastrophe naturelle au titre des dommages causés par les inondations et coulées de boue survenues en 1982, 1983, 1999, 2016 et 2021,.

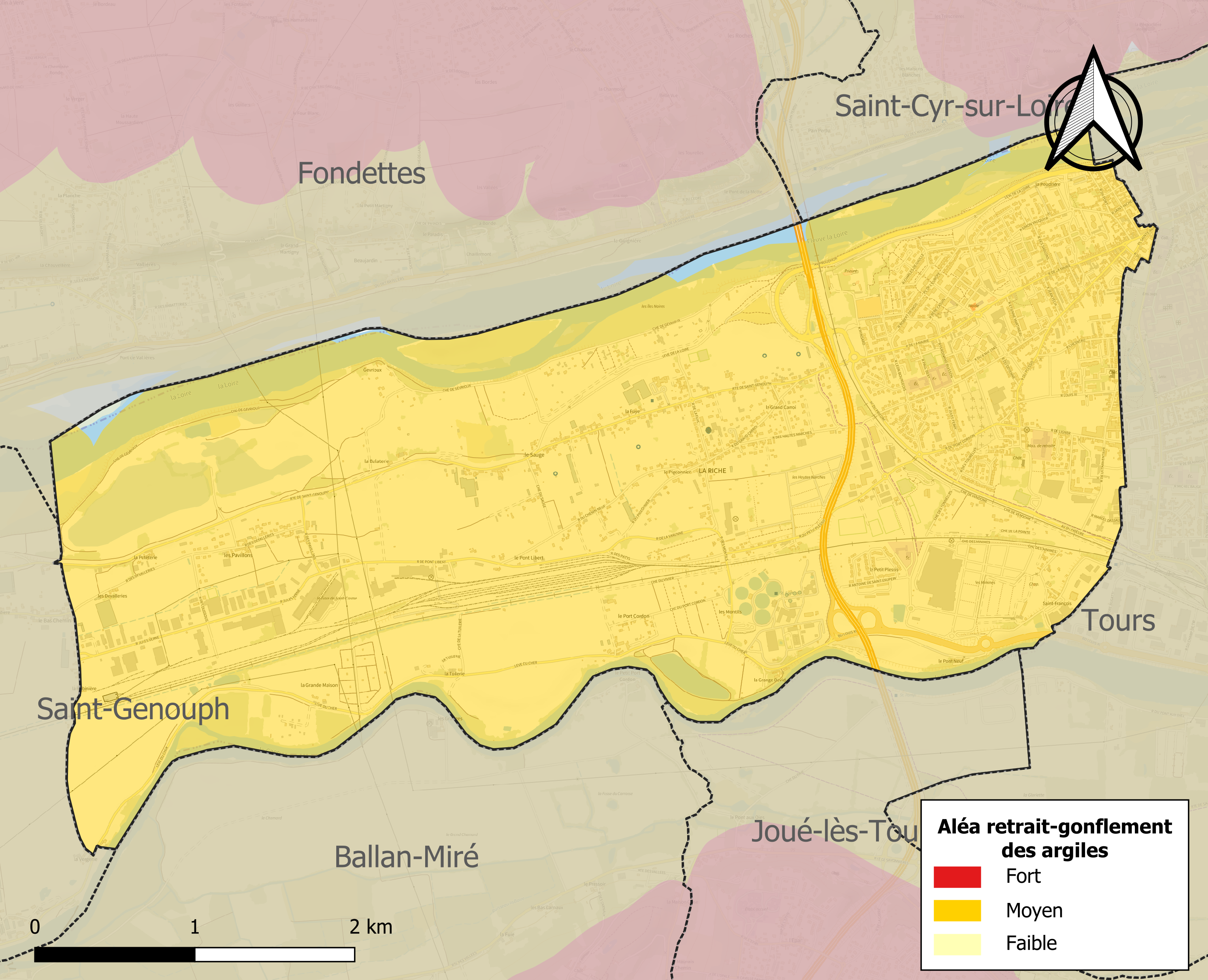
Carte des zones d'aléa retrait-gonflement des sols argileux de La Riche.

Le retrait-gonflement des sols argileux est susceptible d'engendrer des dommages importants aux bâtiments en cas d’alternance de périodes de sécheresse et de pluie. 99,5 % de la superficie communale est en aléa moyen ou fort (90,2 % au niveau départemental et 48,5 % au niveau national). Sur les 1 822 bâtiments dénombrés sur la commune en 2019, 1822 sont en aléa moyen ou fort, soit 100 %, à comparer aux 91 % au niveau départemental et 54 % au niveau national. Une cartographie de l'exposition du territoire national au retrait gonflement des sols argileux est disponible sur le site du BRGM,.
Concernant les mouvements de terrains, la commune a été reconnue en état de catastrophe naturelle au titre des dommages causés par la sécheresse en 1990, 1991, 1992, 2011 et 2019 et par des mouvements de terrain en 1999.

## Histoire

### Origines

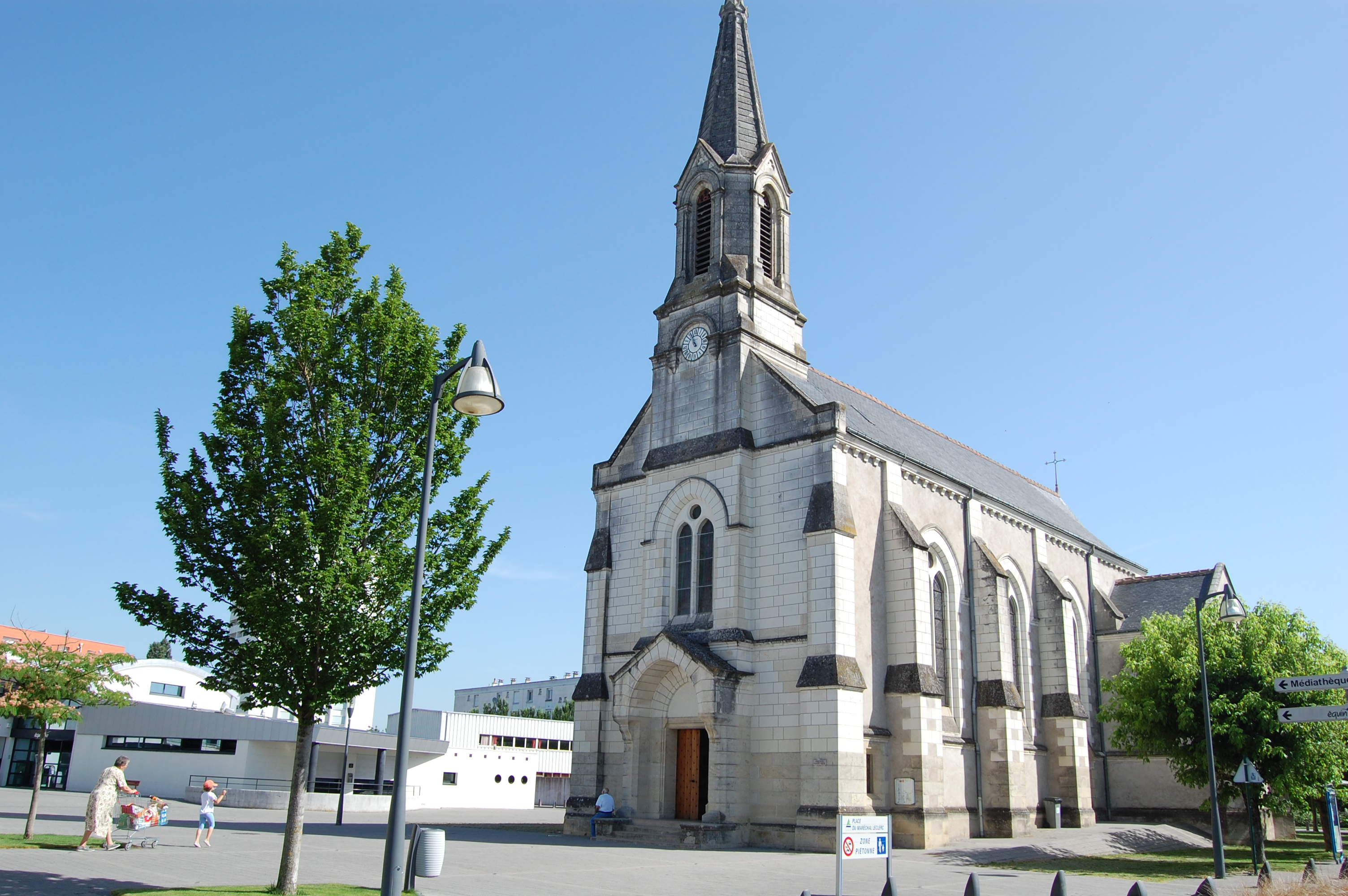
Paroisse Sainte-Anne de La Riche

La ville tient son nom de l'église Notre-Dame-la-Riche de Tours, ancien faubourg séparé de son noyau par la construction de l'enceinte de fortification moderne au milieu du XVIIe siècle ; la ville tire donc son nom d'un édifice religieux qui ne se trouve pas sur son territoire (le cas est identique à l'est de Tours avec Saint-Pierre-des-Corps et au nord avec Saint-Symphorien).
Le ruisseau de Sainte-Anne traversait autrefois la ville, et celui-ci est canalisé au cours du XVe siècle afin de relier la Loire et le Cher. Celui-ci est toutefois comblé au cours du XIXe alors que le jardin botanique de Tours s'installe notamment sur son emplacement, et marque la frontière entre La Riche et Tours.
Au cours de la Révolution française, la commune, alors nommée Notre-Dame-la-Riche, porta provisoirement les noms de La Riche-Extra et de La Varenne-de-la-Riche et adopta le nom de La Riche au sortir de cette période.
Au XIXe siècle on y cultive surtout le chanvre et les céréales, puis, profitant des qualités du sol, les cultures deviennent principalement maraîchères.
La Riche fut occupée trois mois par les Prussiens en 1870.

### Époque contemporaine

#### Après-guerre
Vers la fin de la Seconde Guerre mondiale, la ville fut également bombardée à neuf reprises entre juin et août 1944, notamment le 8 juin 1944. Un local (rue du 8-Juin) rappelle cet événement.
À partir des années 1950, la ville connait une forte croissance de sa population sous l'impulsion de la ville de Tours. Cette dernière connait une forte croissance aidée par une politique de grands travaux, sous la direction du maire Jean Royer. Alors que ce dernier tente d’agrandir son territoire et fusionne avec deux communes à Tours-Nord, La Riche refuse le 30 janvier 1964 de se faire absorber.

#### Grands ensembles

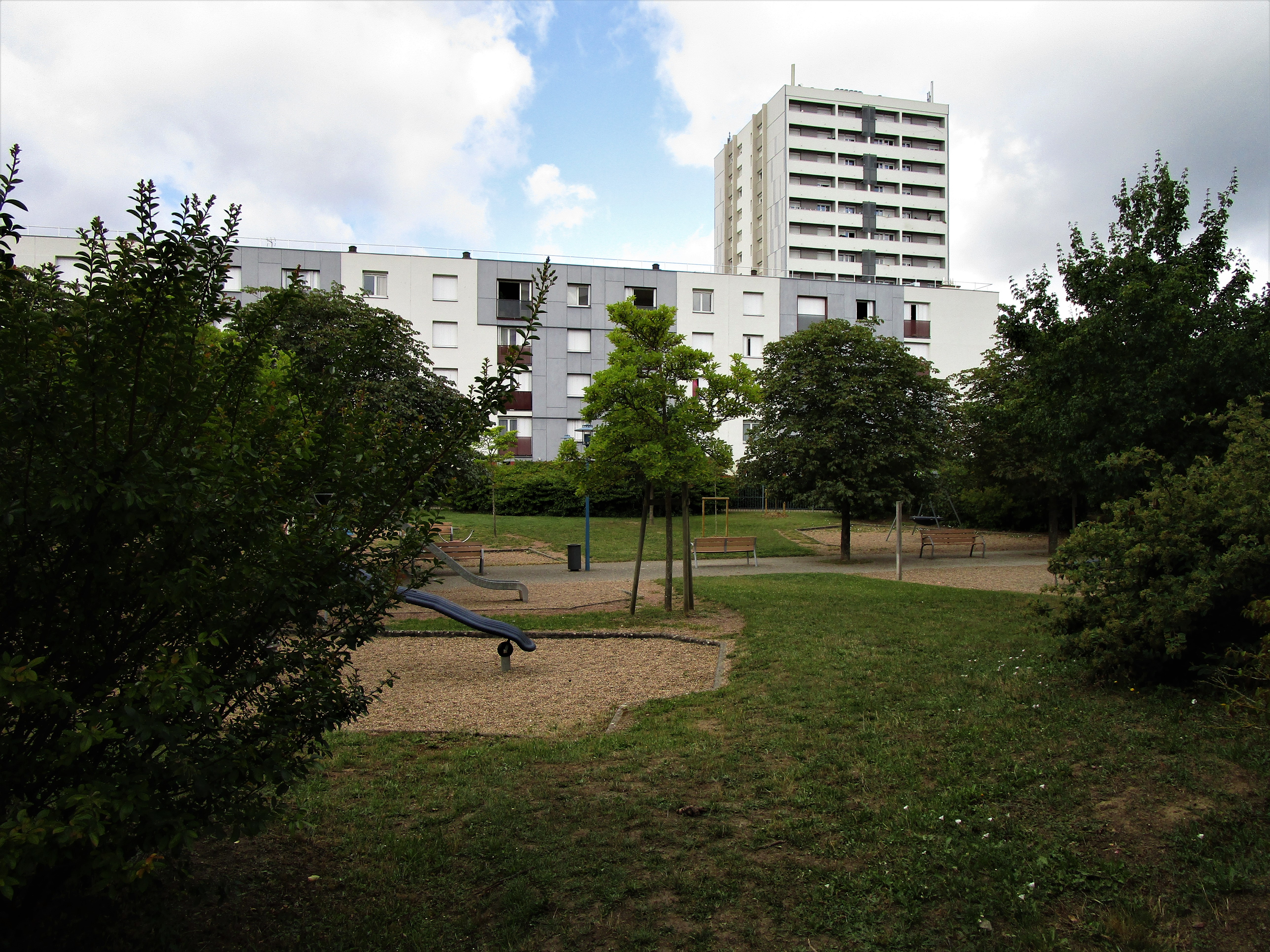
Parc Louis Niqueux, quartier Niqueux-Bruère.

Le développement de La Riche passe aussi notamment par la construction de plusieurs grands ensembles. La première cité sociale est bâtie entre 1954 et 1957 dans le sud-ouest de la commune. Baptisée « cité des Sables », elle est d'abord vue comme un logement d'urgence construit en préfabriqué. L'ensemble réuni jusqu'à 2 000 habitants dans les années 1970, avant d'être détruit entre 1992 et 1994 et remplacé par des zones pavillonnaires dans la zone du « Petit-Plessis ».
Les plus importants programmes sociaux sont les quartiers Niqueux-Bruère et Marcel-Pagnol, situés dans le centre-nord de la commune et construits principalement entre les années 1960 et 1970. Ils réunissent aujourd'hui près de 2 000 habitants et sont classés en zone prioritaire de la politique de la ville. Ainsi, le centre de la commune compte près de 50 % de logements sociaux. La population de La Riche est donc relativement mixte, la commune comptant au total près de 28 % de logements sociaux, soit un niveau comparable à celui de Tours,.

#### Plessis-Botanique

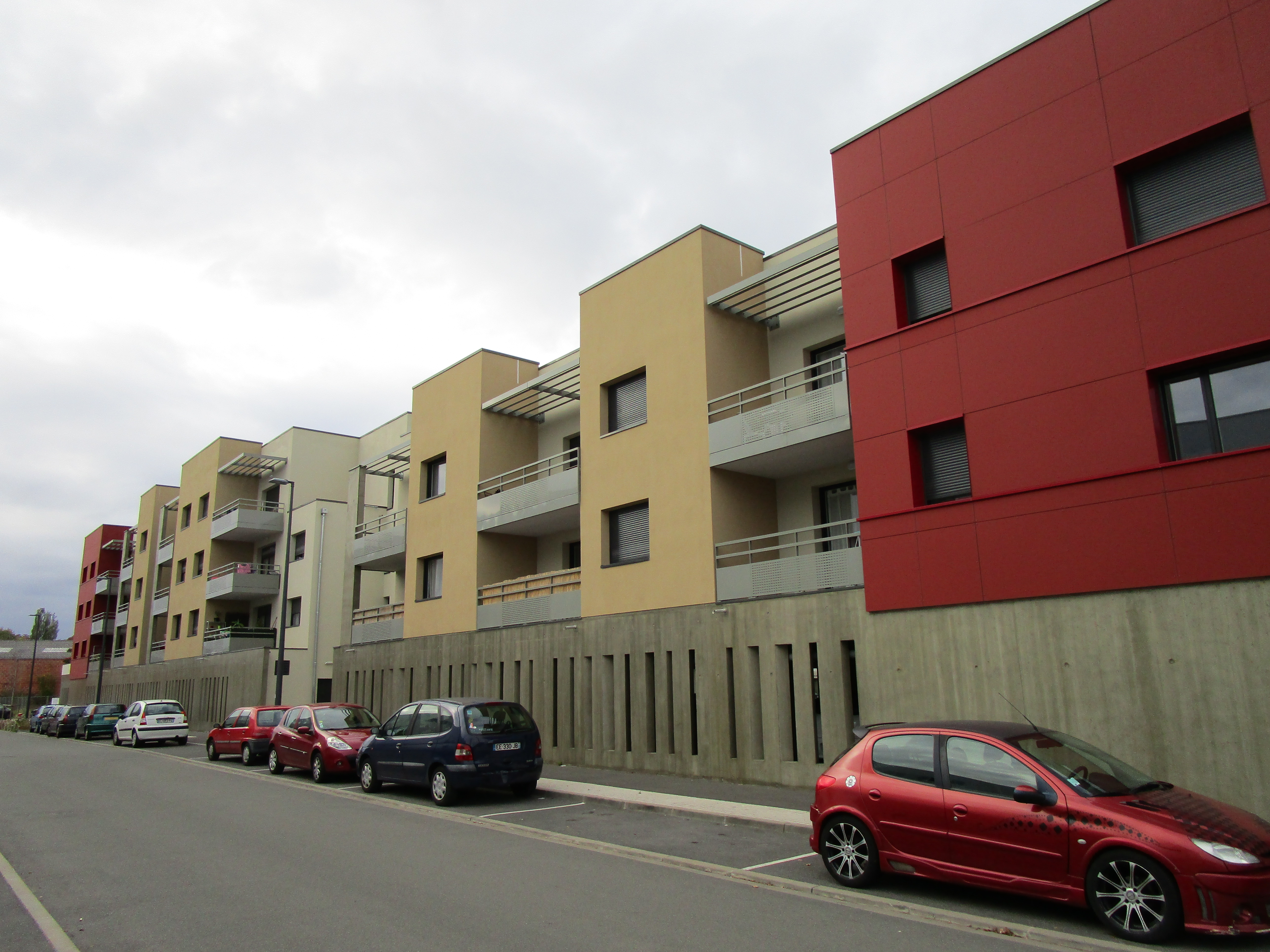
Logements neufs rue Emile Aron (ZAC du Plessis).

Depuis la fin des années 2000, la ville continue son extension urbaine vers le sud et l'est, à la limite de Tours, avec l'aménagement des anciennes zones maraichères et friches industrielles du Prieuré et du Plessis d'une quinzaine d'hectares. Le projet dit de l'« écoquartier Plessis-Botanique » prévoit l'implantation de 1 200 logements, dont 15 % sociaux, la construction d'une nouvelle école primaire, des locaux pour l'Université de Tours et des commerces, avec des travaux s'étalant jusqu'en 2026.
En septembre 2014, la faculté de médecine inaugure le batîment Gouazé dans le sud de la commune, soit 4 000 m2 de locaux pour 1 500 étudiants. Les premiers immeubles de logements sont mis en chantier en 2015. Début 2017, la résidence Ambroise Paré est la première livrée avec 47 logements sociaux et 16 privés rue Emile Aron puis la résidence « cité-jardin du Plessis-Botanique » est inaugurée en juin 2017 avec 71 logements privés, rue Ligner. En 2022, seul un tiers de l'opération est réalisé ou en cours de travaux, avec des constructions en périphérie du futur quartier, le cœur restant à réaliser autour de la prolongation de l'avenue Pierre-Mendès-France, qui devrait être piétonne et végétalisée,.

## Économie et transports
Depuis avril 2002, la ville accueille le centre commercial La Riche Soleil, une galerie marchande de 45 boutiques et équipé d'un hypermarché Intermarché.
La ville a été confirmée comme l'un de deux terminus de la seconde ligne du tramway de Tours, qui devrait être réalisée d'ici 2028. Elle pourrait ainsi desservir le prieuré de Saint-Cosme, la mairie puis le nouveau quartier du Plessis avant de rejoindre Tours.

## Politique et administration

### Liste des maires
| Période                                  | Période        | Identité               | Étiquette   | Qualité |
| ---------------------------------------- | -------------- | ---------------------- | ----------- | --- |
| Les données manquantes sont à compléter. |                |                        |             | |
| mars 1983                                | mars 2014      | Alain Michel           | PS          | Retraité de la fonction publique, maire honoraire Conseiller régional du Centre (1992-2004) Conseiller général de Ballan-Miré (2008-2015)        |
| mars 2014                                | septembre 2022 | Wilfried Schwartz      | PS puis DVG | Ingénieur d'études Président de Tours Métropole Val de Loire (2020-2021) Conseiller départemental de Ballan-Miré (depuis 2021) Démissionnaire    |
| octobre 2022                             | septembre 2023 | Filipe Ferreira-Pousos | PS          | Responsable des opérations logistiques, ancien 1er adjoint Mandat écourté après la démission de plus d'un tiers des membres du conseil municipal |
| 15 septembre 2023                        | En cours       | Sébastien Clément      | DVG         | Conseiller en formation |

### Politique de développement durable
La commune a engagé une politique de développement durable en lançant une démarche d'Agenda 21 en 2010.
Dans son palmarès 2019, le Conseil National des Villes et Villages Fleuris de France a attribué une deuxième fleur à la commune au Concours des villes et villages fleuris.

### Tendances et résultats politiques

#### Élections présidentielles, résultats des deuxièmes tours
- élection présidentielle de 2002 : 86,27 % pour Jacques Chirac (RPR), 13,73 % pour Jean-Marie Le Pen (FN), 77,83 % de participation[54] ;
- élection présidentielle de 2007 : 54,53 % pour Ségolène Royal (PS), 45,47 % pour Nicolas Sarkozy (UMP), 84,32 % de participation[55] ;
- élection présidentielle de 2012 : 59,71 % pour François Hollande (PS), 40,29 % pour Nicolas Sarkozy (UMP), 77,11 % de participation[56] ;

| Scrutin             | Scrutin             | 1er tour | 1er tour | 1er tour | 1er tour | 1er tour | 1er tour | 1er tour | 1er tour | 1er tour | 1er tour | 1er tour | 1er tour | 2d tour | 2d tour | 2d tour | 2d tour | 2d tour  | 2d tour |
| Scrutin             | Scrutin             | 1er      | 1er      | %        | 2e       | 2e       | %        | 3e       | 3e       | %        | 4e       | 4e       | %        | 1er     | 1er     | %       | 2e      | 2e       | %       |
| ------------------- | ------------------- | -------- | -------- | -------- | -------- | -------- | -------- | -------- | -------- | -------- | -------- | -------- | -------- | ------- | ------- | ------- | ------- | -------- | ------- |
| Présidentielle 2017 | Présidentielle 2017 |          | LFI      | 19,82    |          | EM       | 19,70    |          | LR       | 12,52    |          | FN       | 11,67    |         | EM      | 75,95   |         | FN       | 24,05   |
| Présidentielle 2022 | Présidentielle 2022 |          | LFI      | 29,80    |          | LREM     | 28,72    |          | RN       | 16,37    |          | EELV     | 6,25     |         | LREM    | 70,70   |         | RN       | 29,30   |
| Législatives 2022   | 4e                  |          | PS-Nupes | 41,08    |          | RE-Ens   | 26,50    |          | RN       | 13,39    |          | LR       | 6,81     |         | RE-Ens  | 57,29   |         | PS-Nupes | 42,71   |
| Législatives 2024   | 4e                  |          | PS-NFP   | 44,12    |          | RE-Ens   | 26,23    |          | RN       | 22,58    |          | LR       | 5,97     |         | PS-NFP  | 71,43   |         | RN       | 28,57   |

## Population et société

### Démographie
L'évolution du nombre d'habitants est connue à travers les recensements de la population effectués dans la commune depuis 1793. Pour les communes de plus de 10 000 habitants les recensements ont lieu chaque année à la suite d'une enquête par sondage auprès d'un échantillon d'adresses représentant 8 % de leurs logements, contrairement aux autres communes qui ont un recensement réel tous les cinq ans,.

En 2022, la commune comptait 10 349 habitants, en évolution de −0,2 % par rapport à 2016 (Indre-et-Loire : +1,67 %, France hors Mayotte : +2,11 %).
| 1793  | 1800 | 1806 | 1821  | 1831  | 1836  | 1841  | 1846  | 1851  |
| ----- | ---- | ---- | ----- | ----- | ----- | ----- | ----- | ----- |
| 1 000 | 856  | 871  | 1 011 | 1 234 | 1 131 | 1 197 | 1 233 | 1 372 |

| 1856  | 1861  | 1866  | 1872  | 1876  | 1881  | 1886  | 1891  | 1896  |
| ----- | ----- | ----- | ----- | ----- | ----- | ----- | ----- | ----- |
| 1 508 | 1 560 | 1 568 | 1 670 | 1 829 | 2 005 | 2 160 | 2 335 | 2 317 |

| 1901  | 1906  | 1911  | 1921  | 1926  | 1931  | 1936  | 1946  | 1954  |
| ----- | ----- | ----- | ----- | ----- | ----- | ----- | ----- | ----- |
| 2 456 | 2 419 | 2 536 | 2 730 | 3 043 | 3 415 | 4 020 | 4 045 | 4 407 |

| 1962  | 1968  | 1975  | 1982  | 1990  | 1999  | 2006  | 2011   | 2016   |
| ----- | ----- | ----- | ----- | ----- | ----- | ----- | ------ | ------ |
| 6 324 | 6 331 | 6 670 | 7 261 | 7 838 | 8 594 | 9 612 | 10 089 | 10 370 |

| 2021   | 2022   | - | - | - | - | - | - | - |
| ------ | ------ | - | - | - | - | - | - | - |
| 10 325 | 10 349 | - | - | - | - | - | - | - |

- population municipale en 2004 : 9 573

### Enseignement
La Riche se situe dans l'Académie d'Orléans-Tours (Zone B) et dans la circonscription de Langeais.
La commune compte plusieurs établissements :
- l'école maternelle Henri Tamisier ;
- l'école maternelle Marie Pellin ;
- l'école élémentaire Ferdinand Buisson ;
- l'école élémentaire Paul Bert.

### Jumelages
- Estarreja (Portugal)[63]

## Culture locale et patrimoine

### Lieux et monuments

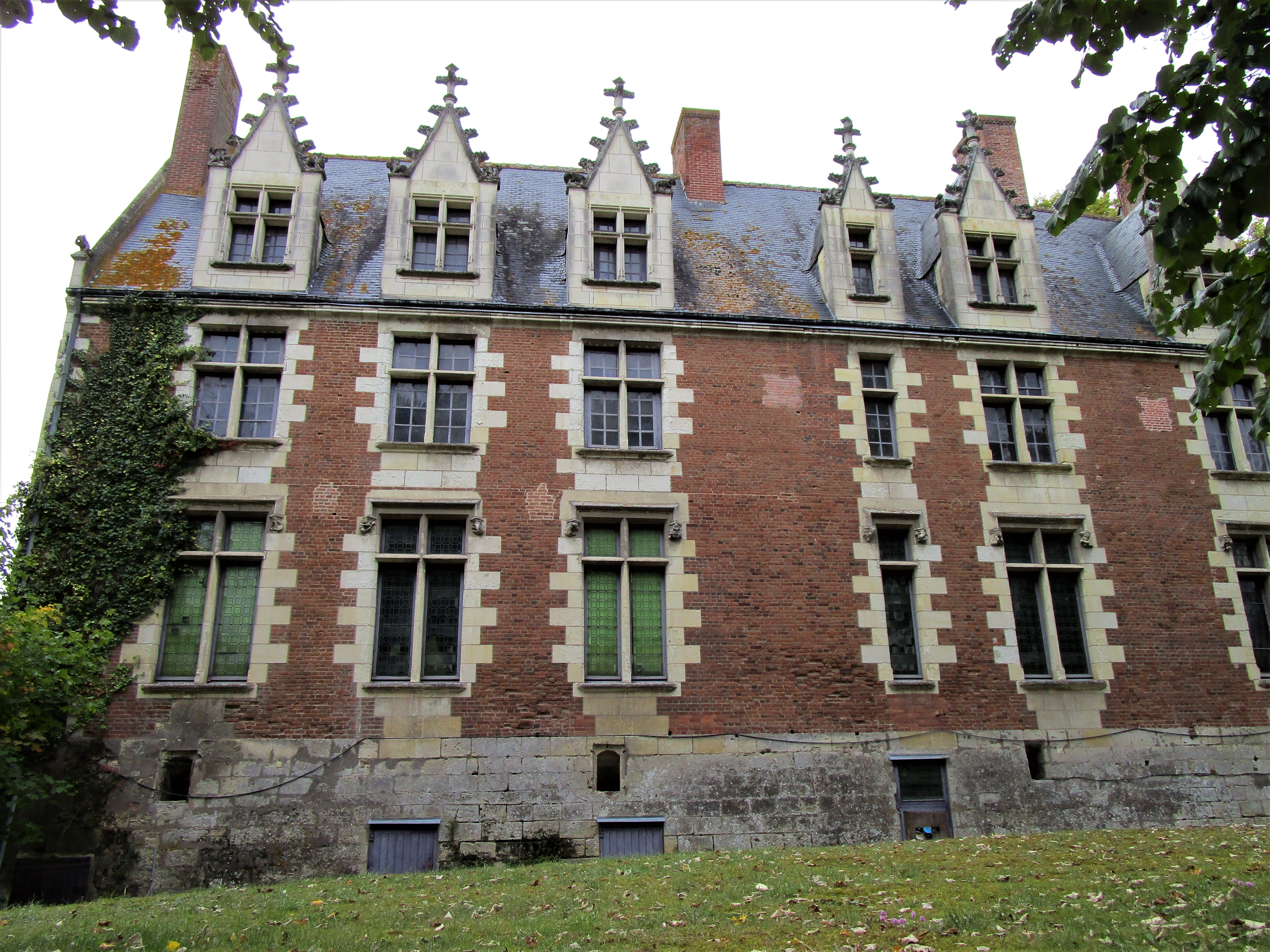
Le château de Plessis-lèz-Tours.

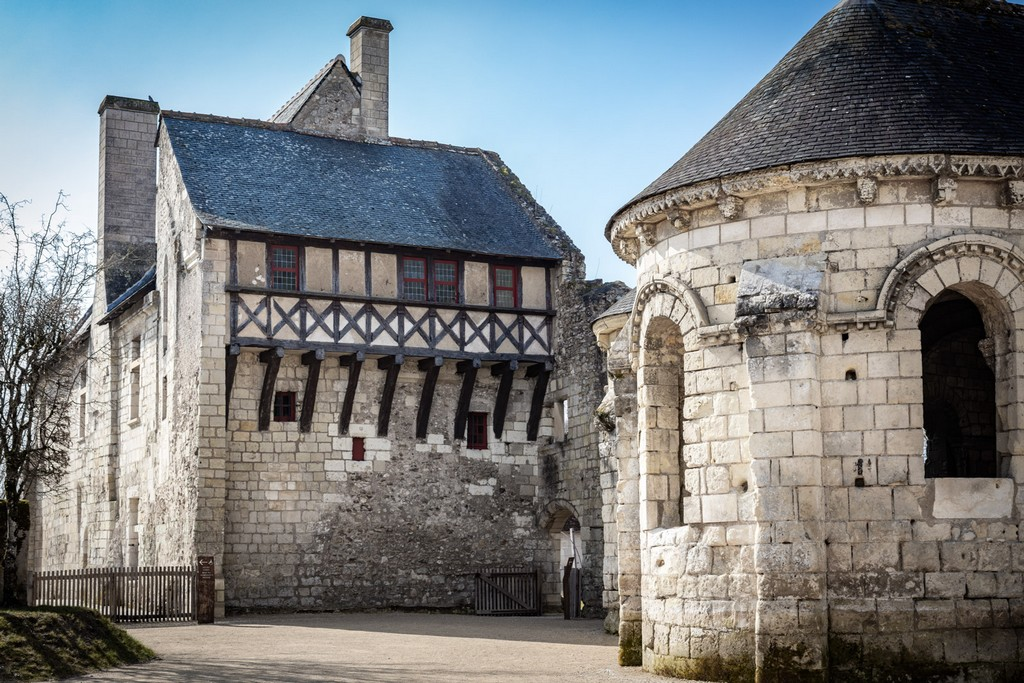
Le prieuré de Saint-Cosme.

Le monument le plus marquant de la commune est le château de Plessis-lèz-Tours. Plusieurs rois de France y séjournèrent – principalement Louis XI qui en fit sa demeure principale – et fut le théâtre de nombreux évènements historiques.
Peu avant sa mort en 1483, Louis XI fera venir d'Italie François de Paule qui fonde le couvent des Minimes en 1489 et se développe durant les siècles qui suivent. Il ne reste toutefois que des vestiges de cette institution, surtout un corps de logis datant du XVIIIe siècle. François de Paule y est toutefois enterré et une chapelle est construite en 1877 autour de sa sépulture.
Les communautés religieuses tourangelles possédaient une grande partie de la commune, dont le prieuré de Saint-Cosme appelé aussi prieuré de Ronsard. Bâti à l'origine sur l'île de la Loire, ce prieuré fut la dernière demeure de Ronsard qui y vécut de 1565 à sa mort en 1585.
À l'intérieur de l'église Sainte-Anne, construite en 1856 (place du Maréchal-Leclerc), on peut trouver la statue de Saint François de Paule ainsi que deux scènes peintes évoquant la vie de l'ermite.
Parmi les monuments historiques de la ville, on trouve aussi le manoir de la Rabaterie datant de la seconde moitié du XVe siècle et situé rue Saint-François. Il aurait été la demeure d'Olivier Le Daim, conseiller du roi. Un autre monument marquant de la commune n'est pas classé, il s'agit de la « gentilhommière agricole des Pavillons » construite en 1640 et située au 34 rue Jules-Verne. Elle est constituée d'une tour centrale et de deux ailes.

### Personnalités liées à la commune
- Louis XI
- Ronsard
- François de Paule

### Héraldique
| Blason de La Riche | Les armes de La Riche se blasonnent ainsi : Parti : au premier mi-parti d'or semé de fleurs de lys de gueules à l'aigle de sable, au second d'azur à Saint Côme et Saint Damien affrontés, vêtus de robes de docteur, sur une terrasse, l'un tenant un livre, l'autre une boite, le tout d'or. |